# ワンマンショウ
『ワンマンショウ』は、日本のヒップホップソロMC、LITTLEのメジャー4枚目のシングル。発売元はBMG JAPANで、BMG JAPAN移籍後初のシングルである。

## 概要
- 2007年7月18日に発売予定の4thシングル。（BMG JAPAN所属となってからは1st）
- 前作「はつ恋の〜What's Going On〜 feat. トータス松本」から約2年振りのシングルである。
- 2007年5月7日、LITTLE自身の誕生日であるこの日にオフィシャルサイトなどで、「ワンマンショウ」の視聴スタートとなった。

## 収録曲
1. ワンマンショウ
Lyric & Music:LITTLE
Sound produced by NAOKI-T
2. アゲイン
Lyric & Music:LITTLE
Track produced by TAICHI MASTER
3. ごあいさつ
Lyric & Music:LITTLE/Roberts
Track produced by e-mura for RUB-A-DUB MARKET

## タイアップ
- 「ワンマンショウ」、TBS系「ランク王国」6・7月度エンディング・テーマ。

## 楽曲の収録アルバム
- 『"Yes"rhyme-dentity』（ワンマンショウのアルバムバージョンが収録）